# Newcastle upon Tyne Central (circonscription britannique)
La circonscription de Newcastle upon Tyne Central  est une circonscription située dans le Tyne and Wear, et représentée à la Chambre des communes du Parlement britannique depuis 2010 par Chi Onwurah du Parti travailliste.